# Vol Lloyd Aéreo Boliviano 301
Le vol Lloyd Aéreo Boliviano 301 est un vol charter assuré par un Boeing 727-200, qui tombe en panne de carburant près de l'aéroport de Trinidad alors qu'il effectue la liaison El Alto - Cobija le 1er février 2008. L'équipage se déroute vers Trinidad car l'aéroport de Cobija est fermé en raison du mauvais temps. Les pilotes  effectuent un atterrissage d'urgence dans une zone marécageuse à quelques kilomètres de l'aéroport. Les 156 occupants à bord survivent à l'accident, seuls deux passagers ont subi des blessures mineures.
Sans compter le vol 980 d'Eastern Air Lines, il s'agit du premier accident majeur impliquant un Boeing 727 sur le territoire bolivien, et le premier causé par une pénurie de carburant. Des années plus tard, le 28 novembre 2016, le vol 2933 de la compagnie aérienne bolivienne LaMia, exploité par un Avro RJ85, s'écrase également par manque de carburant alors qu'il voyage de Santa Cruz, Bolivie à Bogotá, Colombie.

## Avion

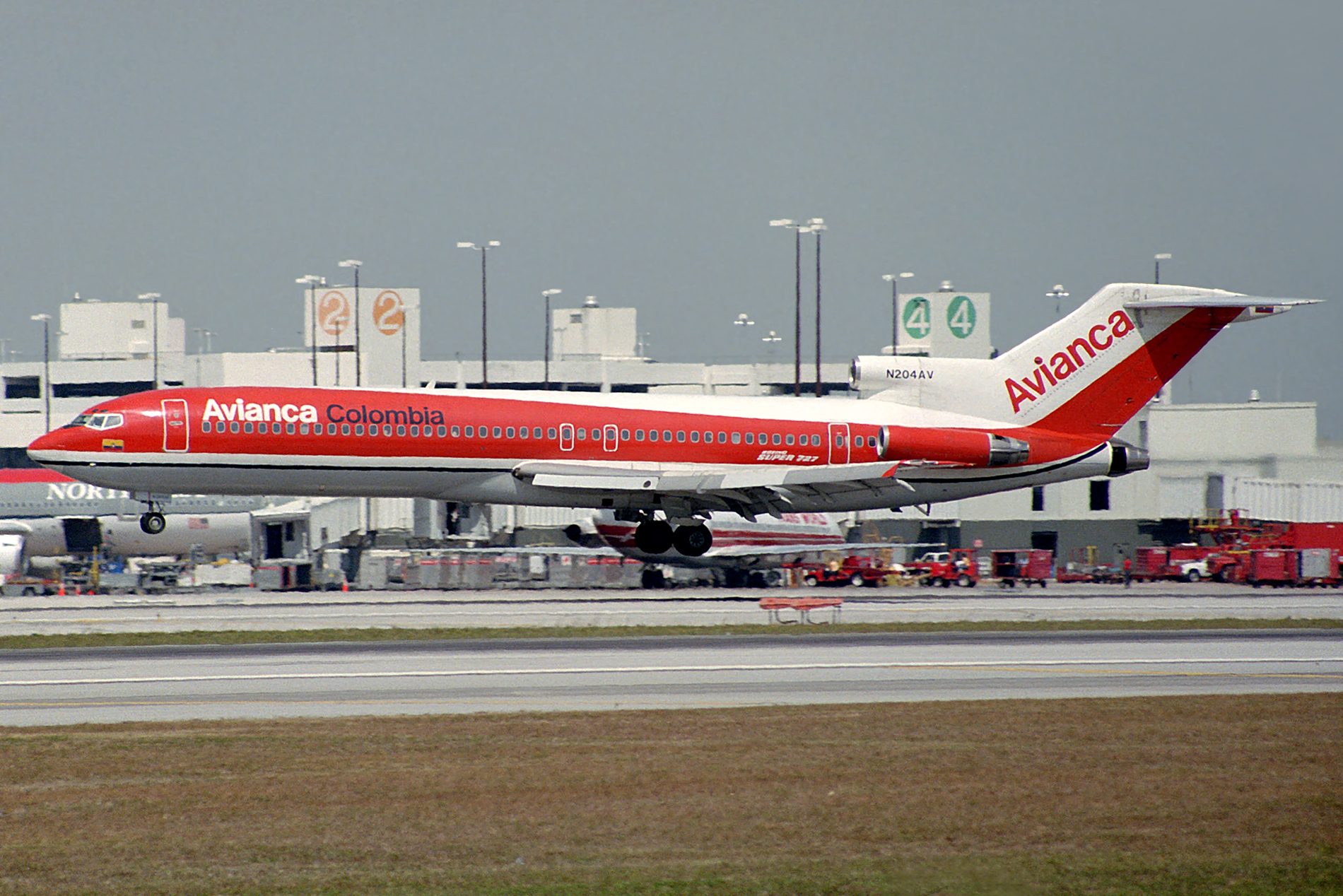
L'appareil impliqué dans l'accident, alors qu'il opérait pour Avianca, photographié en mars 1992.

L'aéronef impliqué était un Boeing 727-259 Adv fabriqué en 1980, portant le numéro de série 22475 et équipé de trois moteurs Pratt & Whitney JT8D-17R.  Il était exploité par l'ancienne compagnie nationale bolivienne, Lloyd Aéreo Boliviano (LAB).
Cet avion de ligne court/moyen-courrier a d'abord été livré à Avianca le 4 décembre 1980, avec l'immatriculation N204AV, puis il a été livré à Capitol Air Express le 14 décembre 1993, avec la même immatriculation ; le 1er octobre 1994, il a été livré à Sun Country Airlines avec l'immatriculation N289SC, jusqu'à être finalement livré à LAB le 28 décembre 2002 avec l'immatriculation CP-2429.
En 2006, il est entré en maintenance à l'aéroport international Jorge-Chávez de Lima, au Pérou. La maintenance a duré environ un an, puis la réintégration de l'avion a duré environ deux mois, avant qu'il ne reprenne du service chez LAB le 4 juin 2007.

## Accident
Le vol 301 avait été affrété par Transporte Aéreo Militar (TAM) pour transporter des passagers bloqués en raison de fermetures de lignes dans le cadre des vols caritatifs de la compagnie. L'avion a décollé de l'Aéroport international El Alto de La Paz, en Bolivie, vers l'Aéroport Capitán Aníbal Arab de Cobija, Pando, cependant, les pilotes ont tenté plusieurs tentatives d'atterrissage à l'aéroport de Cobija, sans succès. Les pilotes ont été informés que l'aéroport était fermé en raison du mauvais temps à Cobija, ils ont donc décidé de se dérouter vers l'Aéroport Teniente Jorge Henrich Arauz à Trinidad, Beni.
En route vers Trinidad, les pilotes ont également rencontré des conditions météorologiques défavorables. Cependant, l'avion est tombé en panne de carburant en raison du retard causé par la fermeture de l'aéroport de Cobija et des conditions météorologiques, et le commandant de bord a tenté un atterrissage d'urgence près de l'aéroport de Trinidad. À 11 h 34, l'avion effectue un atterrissage d'urgence dans une zone marécageuse à quelques kilomètres de l'aéroport. Malgré l'impact, les 151 passagers et les cinq membres d'équipage à bord survivent à l'accident. L'absence de victimes est considérée comme un miracle.
Des soldats de l'école de sergents Reynaldo Zeballos, qui effectuent des exercices dans la zone, sont témoins de l'impact et se sont immédiatement précipités au secours des passagers, les évacuant et sauvant leurs bagages. Des équipes d'urgence, des pompiers et des ambulances ont été déployés pour aider les personnes touchées. Malgré la gravité de l'incident, l'habileté des pilotes permet d'éviter une tragédie plus grave. L'avion s'est retrouvé avec des ailes brisées, des vitres brisées et un fuselage endommagé, mais aucune perte humaine est constatée.

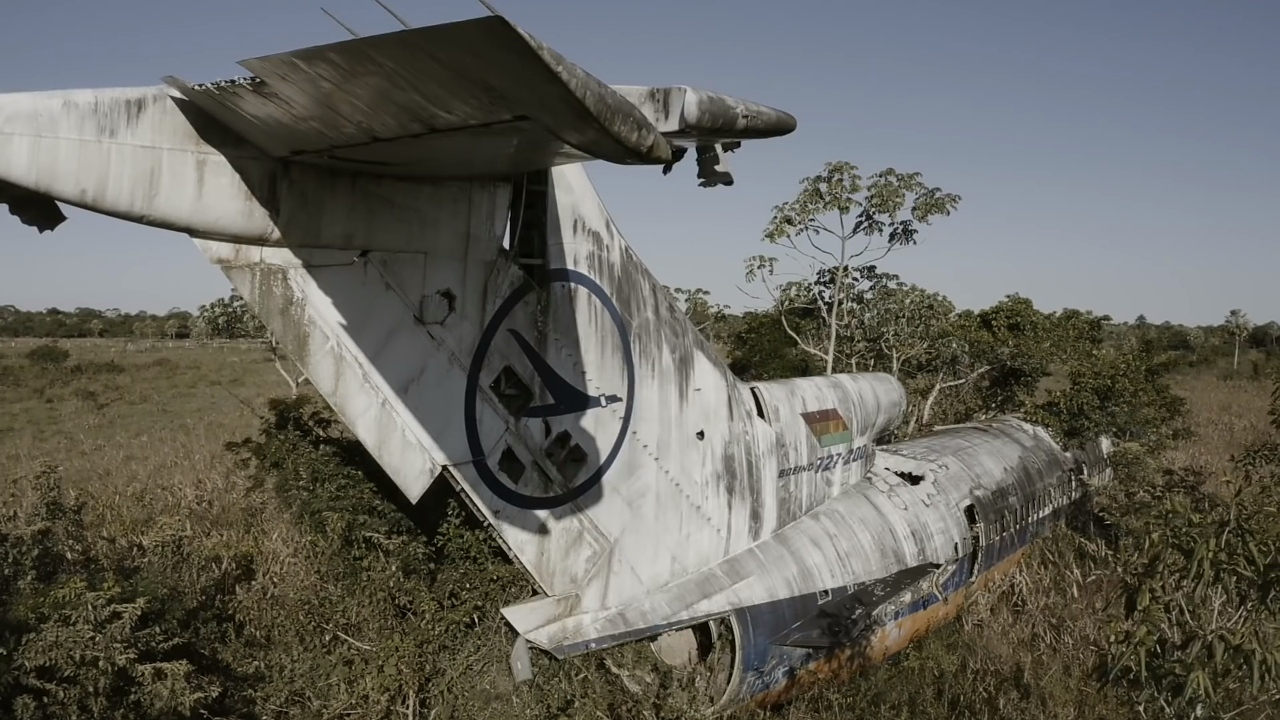
L'épave du 727 accidenté, photographié en juin 2019.

L'avion repose actuellement à l'endroit même où il s'est écrasé. Au fil des ans, de nombreuses personnes ont retiré des pièces précieuses, notamment les moteurs et les sièges du cockpit. En raison de son accès difficile, l'emplacement de l'avion est accessible selon la saison, et il abrite probablement désormais de nombreux animaux sauvages dans la forêt amazonienne bolivienne.

## Enquête
Le rapport final de la Direction générale de l'aéronautique civile (DGAC) indique que les causes et les effets de l'accident sont dus aux facteurs suivants: 
- À l'aéroport de Cobija, les conditions météorologiques n'étaient pas favorables, les pilotes ont tenté d'atterrir à trois reprises, après deux tentatives d'atterrissage, ils ont décidé de se dérouter vers l'aéroport de Trinidad comme seule alternative, l'avion a consommé tout son carburant et a effectué un atterrissage d'urgence dans l'Amazonie de Beni à 5 kilomètres (3,1 miles) de la piste d'atterrissage[7].
- Avant le vol, un problème technique non divulgué a empêché le décollage, retardant le vol et provoquant la perte de carburant, qui aurait été nécessaire à l'atterrissage de l'avion à l'aéroport de Trinidad[8].
- L'avion avait du carburant pour 2 heures et 45 minutes de vol, plus que suffisant pour un vol de La Paz à Cobija, cependant, il a été découvert que les pilotes de l'avion n'avaient pas chargé suffisamment de carburant comme l'exige la loi, car l'avion aurait dû avoir du carburant pour un vol de l'origine à la destination, plus 45 minutes de carburant supplémentaire.
- Tous les facteurs indiquent que le décollage retardé, le manque de réserves de carburant, les tentatives d'atterrissage ratées et le détournement vers Trinidad ont consommé une grande partie du temps de carburant de l'avion, l'obligeant à manquer de carburant à quelques kilomètres de l'aéroport et à effectuer un atterrissage d'urgence dans la forêt amazonienne de Beni.

Le rapport final a déclaré qu'une combinaison de problèmes techniques, de conditions météorologiques et d'un manque de carburant ont été les causes de cet accident, mais toutes les personnes à bord ont survécu, avec seulement deux personnes blessées, démontrant l'habileté et l'héroïsme des pilotes aux commandes de l'avion, pour avoir réalisé un "atterrissage miraculeux" dans la forêt amazonienne de Beni, sans aucun décès.